# Лужная, Нина Петровна
Нина Петровна Лу́жная (1905—1993) — советский химик-неорганик.

## Биография
Родилась в 1905 году в Ростове-на-Дону в семье рабочего. В 1928 году окончила естественное отделение педфака Ростовский государственный университет и два года работала в Северо-Кавказском институте охраны труда.
В 1931 году поступила в аспирантуру ИФХАН, где училась и затем работала под руководством академика Н. С. Курнакова.
В 1937—1942 годах в составе бригады профессора С. 3. Макарова работала над получением высокоактивного хлорида кальция.
Доктор химических наук (1950) — за исследования в области расплавленных солей и изучение микродисперсных твёрдых растворов солеей присвоена степень доктора химических наук (1950).
С 1940-х годов заведующая лабораторией в ИОНХАН имени Н. С. Курнакова.
Автор исследований в области физикохимического анализа солевых систем и химии полупроводников. Разработала метод карбонизации щёлоков при получении сульфата натрия, получила высокоактивный гипохорит кальция.
Похоронена на Донском кладбище.

## Труды
Соавтор учебника: Общая химия [Текст] : учеб. пособие для студентов ун-тов / Я. А. Угай; рец.: Н. П. Лужная, Н. И. Никурашина. — Москва : Высшая школа, 1977. — 408 с. — Библиогр.: с. 401. — Предм. указ.: с. 402—406.

## Награды и премии
- Сталинская премия III степени (14 марта 1941) — за изобретение способа получения высокоактивного гипохлорита кальция
- Орден «Знак Почёта» (13 ноября 1944)
- Орден Ленина (7 марта 1960)[2]